# Niedertor (Danzig)

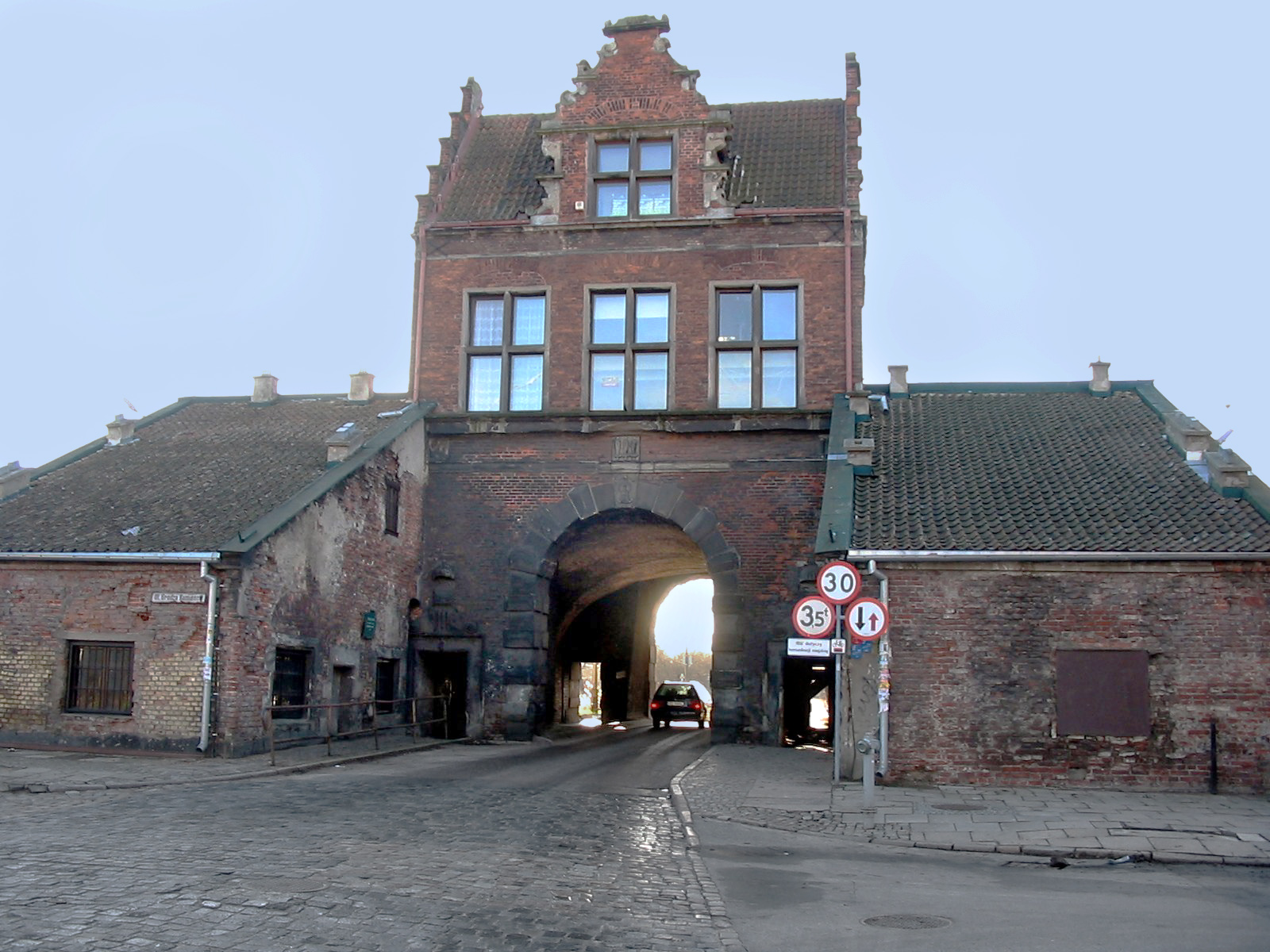
Niedertor – Blick von der Alten Vorstadt

Das Niedertor (poln. Brama Nizinna) ist ein barockes Stadttor in Danzig, früher auch Leeges Tor genannt. Das Adjektiv leeg, verwandt mit laag im Niederländischen und low im Englischen, ist ein Wort im niederpreußischen Platt Danzigs.  

## Geschichte

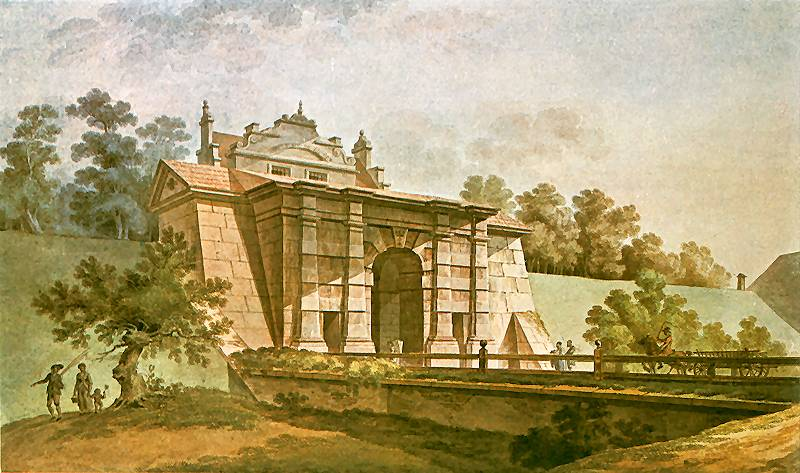
Darstellung des Tores aus dem 18. Jahrhundert

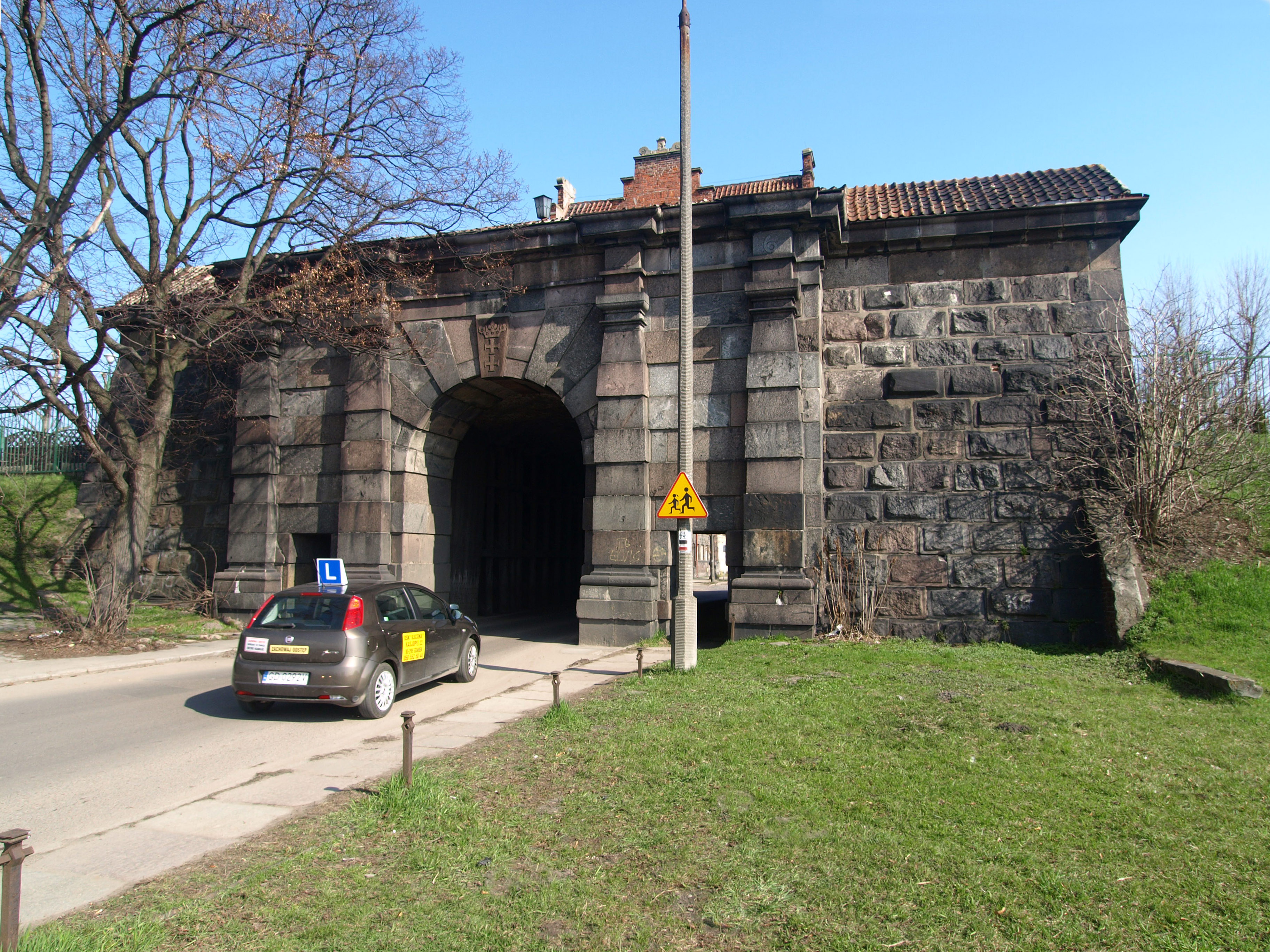
Niedertor – Blick von den Gertruden- und Auerochsbastionen

Das Niedertor wurde 1626 vom Festungsbaumeister Hans Strackwitz (Jan Strakowski) nach den Gesamtplänen von Cornelius van den Bosche 1619 errichtet. Wie alle Strakowskis Werke, zeigt das Tor Einflüsse des niederländischen Barocks.
Das Tor wurde aus Backstein gemauert und von der Außenseite mit Steinplatten verkleidet. Neben der Durchfahrt mit Tonnengewölbe befinden sich zwei Durchgänge. 
Das Tor blieb von den Kriegsschäden verschont. Es sind sogar die hölzernen Torflügel von der Außen- und Innenseite erhalten. Das Tor ist – als einziges der Danziger Stadttore – befahrbar. In den 1930er Jahren wurde der Graben zugeschüttet und die Zugbrücke entfernt. Dadurch sind die Sockelpartien der Fassade nicht mehr sichtbar. 
Das Niedertor liegt zwischen den Gertruden- und Auerochsbastionen und bildet die Ausfahrt in Richtung des Danziger Werders. 